# Superiore generale dei verbiti
Il superiore generale è il moderatore supremo della Società del Verbo Divino.
Il primo superiore generale fu il fondatore dell'istituto, Arnold Janssen, eletto a vita dal primo capitolo generale il 12 marzo 1885.
Il superiore generale è eletto, come i suoi consiglieri, dal capitolo generale che si riunisce ogni 6 anni. È rieleggibile.
Il governo dell'istituto è fortemente centralizzato e il superiore generale, con i suoi consiglieri, ha notevoli poteri: nomina o conferma i superiori locali e territoriali, i maestri dei novizi, i prefetti dei chierici, gli economi provinciali, i professori dei seminari e delle università della società; ammette i membri ai voti e agli ordini, decide la destinazione dei missionari e li trasferisce; approva i bilanci preventivi e annuali di tutte le province.
Risiede presso la casa generalizia dell'istituto la cui sede, originariamente a Steyl, nel 1928 fu trasferita a Roma presso il Collegio del Verbo Divino.

## Serie dei superiori generali
| Nº  | Nome                   | Inizio mandato | Fine mandato | Nato               | Morto             |
| --- | ---------------------- | -------------- | ------------ | ------------------ | ----------------- |
| 1º  | Arnold Janssen         | 1885           | 1909         | 1837, Goch         | 1909, Steyl       |
| 2º  | Nikolaus Blum          | 1909           | 1919         | 1857, Lammersdorf  | 1919, Steyl       |
| 3º  | Wilhelm Gier           | 1920           | 1932         | 1867, Kronenburg   | 1951, Steyl       |
| 4º  | Josef Grendel          | 1932           | 1947         | 1878, Mellen       | 1951, Roma        |
| 5º  | Alois Große Kappenberg | 1947           | 1957         | 1890, Lippramsdorf | 1957              |
| 6º  | Johannes Schütte       | 1958           | 1967         | 1913, Essen        | 1971, Roma        |
| 7º  | John Musinsky          | 1967           | 1977         | 1918, Farrel       | 2006, Saint Louis |
| 8º  | Heinrich Heekeren      | 1977           | 1988         | 1931, Sonsbeck     | 2004, Steyl       |
| 9º  | Heinrich Barlage       | 1988           | 2000         | 1932, Essen        |                   |
| 10º | Antonio M. Pernia      | 2000           | 2012         | 1949, Tagbilaran   |                   |
| 11º | Heinz Kulüke           | 2012           | 2018         | 1956, Spelle       |                   |
| 12º | Paulus Budi Kleden     | 2018           | 2024         | 1965, Waibalun     |                   |